# Fongo-Ndeng
Pour les articles homonymes, voir Ndeng (homonymie).
 (mai 2013).
Si vous disposez d'ouvrages ou d'articles de référence ou si vous connaissez des sites web de qualité traitant du thème abordé ici, merci de compléter l'article en donnant les références utiles à sa vérifiabilité et en les liant à la section « Notes et références ».
Fongo-Ndeng est un groupement de villages et chefferie de 2e degré de la commune de Dschang dans la région de l'ouest Cameroun, en pays Bamiléké. 

## Géographie
Le groupement s'étend au nord-ouest de la commune de Dschang, sur 31 km2, soit 11,8% du territoire communal.
Situé dans le Département de la Menoua, le village est à 5 km[réf. nécessaire] du centre-ville de Dschang sur la route nationale Dschang-Bafoussam.
Fongo-Ndeng fait partie d'un groupe de 4 chefferies traditionnelles appelées F4, qui comprend entre autres Fotetsa, Fondonera et Fossong Wentcheng.
- Le paysage est de type Grassfield ouest Camerounais,
- Fongo-Ndeng abrite les spectaculaires grottes de Ndemvoh.

### Situation
Fongo-Ndeng est située dans l’arrondissement de Dschang[réf. nécessaire]. 
| Alou      | Fongo-Tongo       |         |
| Fontem    | Fongo-Ndeng       | Foto    |
| Fondonera | Fossong-Wentcheng | Fotetsa |

## Histoire
Proches voisins de Lebialem, les habitants vivent d'agriculture dans une zone au climat favorable aux cultures en toutes saisons.

## Chefferie
Le roi des Fongo-Ndeng,Tatang Temgoua Emile, sorti du La'a kam le 11 octobre 2014 succède à son père Tatang David, décédé le 28 juillet 2014.